# Eufunds.bg
www.eufunds.bg е единен информационен портал на Структурните фондове на ЕС.
Порталът се доразвива и поддържа по проект 0045-ЦИО-3.2 „Поддръжка и доразвиване на Единния информационен портал за Структурните фондове и Кохезионния фонд в България www.eufunds.bg“ (BG161PO002-3.2.01-0004-C0001). Проектът е осъществен с финансовата подкрепа на оперативна програма „Техническа помощ“, съфинансирана от Европейския съюз чрез Европейския фонд за регионално развитие.